# Pangrapta albiseriata
Pangrapta albiseriata là một loài bướm đêm trong họ Erebidae.